# Evolutionäres Management
Bei dem Begriff evolutionäres Management handelt es sich um eine Organisationstheorie.
Kernaussage hierbei ist, dass keine klaren Ziele und Strukturen seitens des Managements vorgegeben werden sollen, vielmehr wird geraten, geeignete Rahmenbedingungen für die „Selbstorganisation“ einer Unternehmung zu schaffen. Diese Rahmenbedingungen sollen die notwendigen Voraussetzungen darstellen, um die selbständige Entwicklung der Organisation und der Mitarbeiter zu ermöglichen.
Der Grund für die neue Herangehensweise des evolutionären Managements liegt darin, dass die Managementprobleme aufgrund ihrer Komplexität grundsätzlich nicht mit einer rationalen Organisationsgestaltung beherrschbar sind.
Die zwei wichtigsten Ansätze des „evolutionären Management“ sind
- St. Galler Ansatz: Vertreter Fredmund Malik, Gilbert Probst, Thomas Dyllick-Brenzinger
- Münchner Ansatz: Vertreter Werner Kirsch

## St. Galler Ansatz

### Grundgedanken
Den zentralen Ausgangspunkt des St. Galler Ansatzes bildet das Konzept der „spontanen Ordnung“ von Friedrich August von Hayek. Eine solche „spontane Ordnung“ besteht aus Verhaltensregeln, die sich im Laufe der Zeit entwickelten. Diese Verhaltensweisen wurden nicht durch etwaige Regelungen und Bestimmungen vorgegeben. So entstandene Regelungen sind effizienter als solche, die aufgestellt wurden. Außerdem sieht Hayek Gruppen als Träger evolutionärer Prozesse. Mit ihrem Wissen, das den wichtigsten Bestandteil von derartigen Evolutionsprozessen darstellt, verfügen Gruppen bzw. soziale Systeme über die Fähigkeit zur Anpassung an sich ändernde Umweltbedingungen und zur Selbstorganisation. Dadurch entwickeln sie ihre Verhaltensweisen weiter und neue Regeln entstehen aus den Erfahrungen, die innerhalb von Gruppen durch bspw. Zusammenarbeit gewonnen werden.
Der Erfolg dieser Evolutionsprozesse liegt in der Komplexität ihrer Entstehung, weswegen sie auch keinesfalls in ihrer Komplexität eingeschränkt werden sollen. Nur durch diese Komplexität können immer wieder neue Problemlösungskonzepte entwickelt werden.

### Bedeutung für das Management
Die Aufgabe des Managements besteht einerseits darin die Komplexität aufrechtzuerhalten, die für das Funktionieren dieser Selbstorganisation und Interaktion notwendig ist. Andererseits die geeigneten Rahmenbedingungen für eine derartige Selbstorganisation zu schaffen. Bei Problemen führt das Management auf Basis einer Problemanalyse hypothetische Problemlösungen durch. Aus den dabei entstehenden Fehlern lernt das Management und so entwickelt sich das Management, samt seinen Handlungsalternativen weiter.
Der St. Galler Ansatz gibt für faktische Organisationsprobleme kaum inhaltliche Lösungsvorschläge außer Dezentralisierung, wenig Detail in organisatorischen Regelungen und den Einsatz einer Organisationskultur als Koordinationsinstrument. Jedoch bleibt der Grad der Ausgestaltung offen und muss erst durch solche Versuch-und-Irrtum-Prozesse herausgefunden werden.

### Kritik
Grundsätzlich können komplexe, umfassende Organisationssysteme, wie zum Beispiel das System der Kostenrechnung, Planungs- und Informationssysteme, Fertigungstechnologien usw. nicht durch eine derartige Vorgehensweise organisiert werden.
Es ist kaum denkbar, dass eine Organisation darauf vertrauen darf, dass sich Regelungen, Handlungsalternativen und Lösungsvorschläge aufgrund eines spontanen Interagierens ergeben. Vielmehr bedarf es gerade organisatorischer Regelungen und klaren Strukturen, damit ein flexibles, ständig lernendes Handeln ermöglicht wird. Eine generelle Handlungsfähigkeit der Organisation lässt sich nur sicherstellen, indem Zuständigkeiten und Verantwortliche für Aufgaben durch eine Organisationsstruktur formal geregelt werden. Nur so kann Komplexität gehandhabt werden und eine höhere Anpassungsfähigkeit der Organisation an verändernde Umweltbedingungen erreicht werden.
Die Umsetzung des Konzeptes des St. Galler Ansatzes ist alles in allem nur in kleinen Organisationseinheiten, wie Abteilungen oder Arbeitsgruppen, denkbar.

## Münchner Ansatz

### Grundgedanken
Der Münchner Ansatz geht vom sogenannten Schnittstellen-Management aus, das die Ursache für die Komplexität und diverse Managementprobleme eines Unternehmens im strikten „Abteilungsdenken“ sieht. Dieses Abteilungsdenken führt dazu, dass Aufgaben und Lösungsfindungsprozesse abgegrenzt durchgeführt werden. Es mangelt an einer ausreichenden Kommunikation zwischen den Abteilungen und somit entstehen Verständigungsprobleme zwischen den einzelnen Abteilungen, womit die Ausarbeitung einer gemeinschaftlichen Problemlösung unmöglich wird. Resultate sind einzelne, partielle Ideen und Lösungen, die keineswegs für die gesamte Organisation geeignet sein müssen.
Gleich dem St. Galler Ansatz fordert der Münchner Ansatz, Komplexität zuzulassen und vor allen Dingen, betroffene Mitarbeiter in Entscheidungssituationen mit einzubeziehen. Die Bedürfnisse und Interessen der Organisationsmitglieder sollen berücksichtigt und befriedigt werden, damit so ein Fortschritt für die Organisation erzielt werden kann. Dies soll durch das Schlüsselkonzept des Münchner Ansatzes, das „kommunikative Handeln“, verwirklicht werden. Dieses „kommunikative Handeln“ zielt darauf ab, dass nicht einfach formale Regeln befolgt werden, sondern dass durch Abstimmungsprozesse der einzelnen Organisationsmitglieder jeder seine Aufgabe findet und eigenständig löst. Voraussetzung dafür ist eben eine ausreichende Kommunikation miteinander.

### Bedeutung für das Management
Hierbei ist die Aufgabe des Managements, geeignete Rahmenbedingungen zu schaffen, um „kommunikatives Handeln“ zu ermöglichen. Dadurch und durch gemeinsames Interagieren wird der Selbstorganisationsprozess angestoßen. Die Komplexität der Lösungsfindungsprozesse soll aufrechterhalten werden und die Lösungen selbst sollen in eine Richtung gelenkt werden, die mit den Unternehmenszielen konform gehen.
Diese Vorgehensweise eignet sich für nicht – strukturierte Probleme, wie zum Beispiel ein Gestaltungsproblem betrieblicher Abläufe. Zirkel, Seminare und Ähnliches geben Kommunikationsinstrumente vor, die helfen, die Komplexität des Handelns durch Kommunikation und nicht durch geplante Rationalität abzufangen.
Ziel ist es, den einzelnen Mitarbeiter zu einem Handeln zu bewegen, das ihm nicht durch verbindliche Normen vorgegeben wurde, und dazu, dass er imstande ist, neue Lösungswege ausfindig zu machen.

### Kritik
In der Realität/Praxis lässt sich dieses Konzept des „kommunikativen Handelns“ kaum umsetzen, da einige Probleme, damit verbunden sind.
Das „kommunikative Handeln“ kann leicht in endlose und zeitraubende Diskussionen münden, bei denen es sinnvoller und zielführender wäre, Probleme mit bekannten Lösungsstrukturen anzugehen. Grundsätzlich kann Handeln nicht auf reiner Spontanität begründet werden, wo zusätzlich jegliche strategische Komponente fehlt.
In der Praxis stellt gerade eine formale Organisation ein Instrument zur Effizienzsicherung dar und ermöglicht erst die innerbetriebliche Kommunikation. Außerdem gibt sie einen gewissen Mechanismus vor, um die Kommunikation zu entlasten.
Trotz der Miteinbeziehung der Betroffenen in Entscheidungssituationen agieren die Betroffenen nach wie vor nach dem Willen bzw. der Strategie der Unternehmensleitung, da sie erst dann bei der Problemdefinition und Problembehandlung berücksichtigt werden, nachdem die Unternehmensleitung die grundsätzlichen Fragen und Ziele geklärt hat und die Betroffenen sich an diesen vorgegebenen Rahmen halten müssen.